# Литовці
Лито́вці (самоназва лє́тувяй, множина лит. lietuviai, однина лит. lietuvis) — східноєвропейський балтійський народ, корінне населення Литви. Носії литовської мови.

## Історія
Основою формування литовців були балтські племена, предки яких, ототожнювані з носіями неолітичної культури човноподібних сокир, що проникли в басейн річок Німан і Даугава в першій половині 2-го тисячоліття до нашої ери, асимілювавши місцеве населення. На початку нашої ери тут сформувалися племена, що ввійшли пізніше до складу литовців, — власне литовці, або аукштайти, жемайти, скальви й надруви, а також частина судавів, південні групи куршів, земгалів і селів, частина північних прусів (бартів, нотангів, сембів). Скальви, надруви й частина прусів утворили в XVI столітті субетнічну групу летувинників (литовників).
У IX–XII століттях формуються державні утворення — князівства-«землі»: Делтува, Каршува, Летува та інші, об'єднані в першій половині XIII століття у Велике князівство Литовське, включаючи північно-західні області Білорусі (так звану Чорну Русь), з другої половини XIII століття — західно-руські землі, до середини XV століття — аж до Верхнього Подніпров'я й верхів'їв Оки й Волги. В XII—XIV століттях Литва вела боротьбу з агресією Тевтонського ордену, що захопив в 1283 році землі прусів і в 1382-1398 — Жемайтію. Після прийняття католицтва в 1387 році підсилюються зв'язки Литви з Польщею, що привели до утворення в 1569 р. єдиної польсько-литовської держави — Речі Посполитої — і посиленої полонізації литовської феодальної верхівки. Літературна мова почала складатися на основі аукштайтського діалекту з XVII сторіччя.
В 1795-1815 роках етнічна територія литовців увійшла до складу Російської імперії. В 1919 році утворена незалежна Литовська республіка, в 1940-1990 роках — Литовська РСР у складі СРСР. У березні 1990 року Верховна Рада республіки прийняла Акт про відновлення Литовської держави, у травні — Декларацію про державний суверенітет Литви.

## Розселення

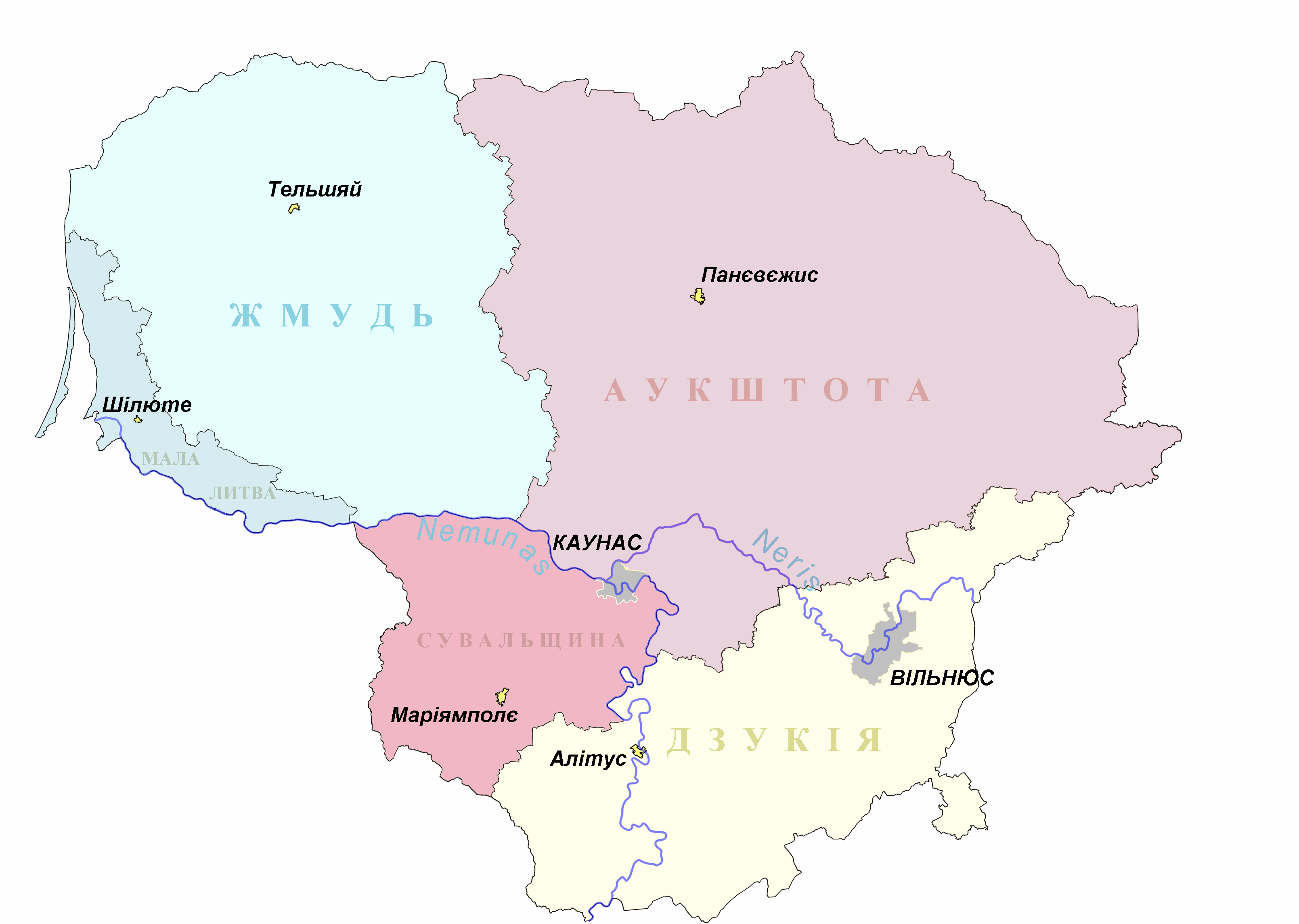
Історико-етнокультурні регіони сучасної Литви

| Мала Литва Жемайтія Аукшайтія | Судовія Дзукія |

 Литва 2,561,300 (2011)
В інших країнах Європи:  [Архівовано 8 березня 2007 у Wayback Machine.]
- США 652,790 (2014)[2]
- Велика Британія 100,000 (2011)[3]
- Канада 49,130 (2011)[4]
- Німеччина 39,000 (2014)[5]
- Ірландія 36,683 (2011)[10]
- Росія 31,377 (2010)
- Норвегія 30,540 (2013)[11]
- Латвія 24,426 (2011)[12]
- Австралія 12,317[13]
- Іспанія 12,128[14]
- Данія 10,215[15]
- Польща 8,000 (2011)[6]
- Україна 7,207 (2001)[7]

- Литовці в Україні

- Білорусь 5,087 (2009)[8]

- Литовці в Білорусі

- Італія 4,524[16]
- Франція 4,000
- Естонія 2,029 (2012)[17]
- Ісландія 1,300
- Бразилія 632 (2010)[18]
- Колумбія 300

## Субетнічний поділ
На сьогодні в Литві найпоширенішим є поділ титульної нації на п'ять основних субетнічних груп, кожна з яких приурочена до певного історико-етнокультурного регіону Литви і має специфічні діалекти, які деякі вчені піднімають до статусу мов, особливо діалект жмудь. Це жемайти або жмудь (самогіти), дзуки, аукшайти, судови (ятвяги), пруські литовці. Також існують такі значні групи, як занавіки, капси, суйти.

## Культура

### Релігія
До кінця XIV століття більшість предків литовців залишалися язичниками. Литва була хрещена в католицизм 1387 року. Сьогодні серед литовців і досі поширене християнство, переважно у формі католицизму. Також присутні православ'я і протестантизм.

### Традиційні заняття
Основне традиційне заняття литовців — орне землеробство (жито, ячмінь, овес, пшениця, горох, льон, з кінця 18 століття — картопля). Стародавні знаряддя — двозуба соха, борона-суковатка, витиснена у 19 столітті плетеною, потім рамною бороною, коса (у західних районах), у центральних — напівкоса (коса з короткою рукояткою), у східних — зубчастий серп; молотили ціпами й дерев'яними ковзанками. Були розвинені конярство, розведення великої рогатої худоби й свиней. Традиційне бортьове бджільництво в 16-19 століттях змінилося на колодне, а наприкінці 19 — 1-й половині 20 століття — на рамне. На морському узбережжі розвивається рибальство. Традиційні ремесла — ткацтво, вишивка, ковальське, обробка дерева, різьблення по дереву, плетиво, гончарство.

### Житло
Найдавніший тип поселення — село з купчастим плануванням, в 16 столітті поширилося вуличне планування, в 19-20 століттях — однодвірки (на заході вони відомі зі стародавності). Садиба складається з житлового будинку (у селах він ставився торцем до вулиці, перед ним розбивався квітник) і господарських будівель (комори-кліті, клуні, лазні, скотарні), розташованих навколо відкритого двору. Планування садиб у селах має більш строгий характер, ніж на хуторі з розкиданими господарськими будівлями. Найдавніший тип житла (нумас), служив також хлівом, — однокамерна зрубна будівля з відкритим вогнищем у центрі й димовим отвором на гребені даху — за археологічним даними відомий з 1-го тисячоліття нашої ери, з 16 століття використовується в основному як господарська будівля і приміщення для худоби. На сході поширена курна хата з холодною прибудовою-сіньми.
До 19 століття формуються 3 традиційних типи литовського житла: жемайтський на заході, аукштайтський на сході й південному сході, занеманський. Жемайтський зрубний будинок (троба) походить від стародавнього нумасу: має чотирискатний дах, іноді з димовими отворами; у центрі — нежитлове приміщення з вогнищем (камінас), на якому тепер готують корм худобі (спочатку — єдиним вогнищем у будинку), з боків — житлові кімнати, тепер опалювальні печами-голландками. Занеманський будинок (гринча) близький до жемайтського, має довгий вузький корпус із ґанком у довгій стороні, що веде у сіни, і додатковим входом з торця, що веде в робочі приміщення, дах двосхилий, пологий, солом'яний, череп'яний або тесовий, у центрі будинку — кухня із сіньми, з одного боку від них — спільна кімната для повсякденних робіт із хлібною піччю й опалювальними лежанками, з іншого боку — спальня й приміщення для гостей. Аукштайтська хата (пиркя) має прототипом курну хату, відому в Латгалії, у західних росіян і білорусів. Складається з житлової хати із чорною піччю, сіней і холодної світлиці-камори. В 1-й половині 20 століття поширилися сільські будинки сучасного планування типу котеджів.

### Одяг

Жінки і дівчата у святковому вбранні. Литовці: дзуки. Початок ХХ ст.

Традиційний жіночий одяг — довга сорочка, широка спідниця (звичайно 2-3), фартух, тканий або плетений пояс, по святах — безрукавка. На голові дівчата носили вінки зі стрічок і галуна, іноді — на твердій основі, одружені жінки — полотняну начіпку-намітку. З 2-й половини XIX сторіччя поширилися чіпці й хустки. Одяг прикрашався вишивкою, були поширені срібне, бурштинове, коралове й скляне намисто. Верхній одяг — покривало-скара, узимку — серм'яги, овчинні кожушки. За кроєм, розцвіченням та технікою виготовлення тканин виділяються 6 основних варіантів костюма: жемайтський, аукштайтський, дзукський, клайпедський, капський і занавикський.
Чоловічий одяг раніше втратив національну специфіку, ніж жіночий: він складався з полотняної сорочки, полотняних, сукняних або напівшерстяних штанів, жилета, полотняного або сукняного каптана, валяного капелюха; узимку носили серм'ягу, овчинні шуби й кожушки. Традиційне робоче взуття Литовців — постоли, шкіряні постоли, у західних районах Литви також дерев'яні черевики (клумпяй), у святкові дні — чоботи. У сучасному одязі використаються народний орнамент і колірна гама; збереглися традиції в'язання візерункових рукавичок, панчіх тощо.

### Страви
Основу харчування становили житнє, рідше пшеничне борошно, ячмінна й вівсяна крупа, горох, молоко, м'ясо. З кінця XVIII — початку XIX століття широке поширення набули картопляні страви. Зберігаються традиційні страви з тертої картоплі з м'ясною, сирною та іншою начинкою (цепеліни), сир із кмином тощо.

### Обряди і фольклор
У литовському селі були сильні громадські традиції — помочі (галка), сябровство, посиденьки тощо. До XIII—XIV століть переважали більші родини, пізніше більшу патріархальну родину заступила мала. У традиційних сімейних відносинах головну роль відігравав батько, двір передавався у спадщину старшому синові або зятеві.
У весільних обрядах особливу роль відігравав сват (пиршлис) і кінний глашатай (квеслис), що оповіщав про весілля. Традиційна весільна обрядовість багата на пісні, жартівливі діалоги, ігри. Важливе значення мали календарні свята з ряженням на Святки й Масницю, гулянки з багаттями, гойдалкою тощо. На Іванів день й ін. традиції народних гулянок зберігаються дотепер. Для народного мистецтва характерні дерев'яна скульптура, художнє ткацтво, ковальство, обробка бурштину. Найвідоміші твори фольклору — пісні-дайни, трудові, обрядові, сімейні, військово-історичні й ін.
З початку XX сторіччя влаштовуються свята пісень, вселитовські — з 1924. Багатий казковий фольклор, що вплинув на професійне мистецтво (поема й балет на сюжет казки «Егле – королева вужів»). У фольклорі численні етіологічні перекази, релікти давніх міфів (про громовника Перкунасе й ін.).